# Atan2

Funkce atan2(y, x) vrací úhel θ svíraný polohovým vektorem (průvodičem) bodu (x, y) a kladnou poloosou osy x upravený do intervalu (-π, π⟩

Určení kvadrantu pro funkci atan2(y, x) argumentu y/x

atan2 (někde arctg2) je funkce dostupná v mnoha programovacích jazycích, numerických knihovnách a nástrojích pro výpočty, kterou lze použít místo funkce arkus tangens a která významně usnadňuje převod z pravoúhlých souřadnic na polární a podobné úlohy. Funkce je definovaná pro všechny reálné hodnoty dvou parametrů, a v případech, kdy je výraz na pravé straně definován, platí
{\displaystyle atan2(y,x)=\operatorname {arctg} {\frac {y}{x}}}

## Účel
Funkce atan2 řeší dva problémy, ke kterým by došlo při použití výrazu {\displaystyle \operatorname {arctg} {\frac {y}{x}}}:
- Pokud je x nulové nebo velmi malé, při výpočtu y/x může dojít k chybě dělení nulou nebo přetečení; hodnota funkce atan2 je však {\displaystyle +{\frac {\pi }{2}}} nebo {\displaystyle -{\frac {\pi }{2}}}.
- Při převodu na polární souřadnice potřebujeme úhel v rozsahu celého kruhu, tj. {\displaystyle 2\pi } nebo 360°, zatímco funkce arctg vrací hodnoty v intervalu {\displaystyle \left(-{\frac {\pi }{2}},{\frac {\pi }{2}}\right)}, neboli (-90°, 90°) – informace o znaménkách obou souřadnic se při použití jednoho parametru ztratí; proto je nutné po použití funkce arctg určovat správnou polorovinu případně kvadrant.

## Definice
{\displaystyle \operatorname {atan2} (y,x)} je funkce {\displaystyle \mathbb {R} \times \mathbb {R} \rightarrow \langle 0;2\pi )} definovaná přepisem:
{\displaystyle \operatorname {atan2} (y,x)=\left\{{\begin{matrix}\operatorname {arctg} \left({\frac {y}{x}}\right),\ \ \ \ \ \ &{\mbox{je-li }}(x>0)\land (y>=0),\\\operatorname {arctg} \left({\frac {y}{x}}\right)+\pi ,\ &{\mbox{je-li }}(x<0),\ \ \ \ \ \ \ \ \ \ \ \ \ \\\operatorname {arctg} \left({\frac {y}{x}}\right)+2\pi ,&{\mbox{je-li }}(x>0)\land (y<0),\\{\frac {\pi }{2}},&{\mbox{je-li }}(x=0)\land (y>0),\\{\frac {3}{2}}\pi ,&{\mbox{je-li }}(x=0)\land (y<0),\\\end{matrix}}\right.}
kde arctg(x) je arkus tangens.
Striktně matematicky není hodnota {\displaystyle \operatorname {atan2} (0,0)} definována (nulový vektor nemá definovanou orientaci); pro programování může být libovolná; obvykle se používá 0.
Jiná definice pomocí distribucí, konkrétně Heavisideovy skokové funkce {\displaystyle \theta (x)}:
{\displaystyle \operatorname {atan2} (y,x)=\operatorname {arctg} \left({\frac {y}{x}}\right)+\pi \theta (-x)+2\pi \theta (x)\theta (-y).}
V programovacích jazycích je funkce atan2 definována tak, že vrací hodnoty v intervalu {\displaystyle (-\pi ;\pi \rangle }.

## Užití
Pomocí takto definované funkce můžeme snadno zapsat např. přechod od kartézských souřadnic k polárním; bod o kartézských souřadnicích {\displaystyle (x,y)} lze vyjádřit pomocí polárních souřadnic {\displaystyle (r,\theta )} takto:
{\displaystyle x=r\cos {\varphi }\,}

{\displaystyle y=r\sin {\varphi }\,}

odtud
{\displaystyle r={\sqrt {x^{2}+y^{2}}}}

{\displaystyle \varphi =\operatorname {atan2} \left(y,x\right).}

Funkci atan2(y,x) lze použít také pro přechod mezi kartézskou soustavou souřadnic a sférickou soustavou souřadnic, resp. válcovou soustavou souřadnic.
Obdobně, atan2(y,x) nám dává argument komplexního čísla x + iy.

## Praktická poznámka
V programovacích jazycích (C, PHP, Java, JavaScript, ...) se vždy píše jako první parametr souřadnice y a jako druhý souřadnice x tj. tvar atan2(y, x).
Ale v tabulkových kalkulátorech (Microsoft Excel, LibreOffice Calc, apod.) bývá použit obrácený tvar tj. atan2(x, y)!